# Ecureuil
Ecureuil /francuski, vjeverica/, pleme koje je nekada živjelo između Tadoussaca i Hudson Baya u Kanadi u provinciji Quebec. Uništili su ih Irokezi 1661. Hodge smatra da su možda banda Montagnaisa koja je živjela na izvorima Three Rivera ili jezera koje su rani jezuiti nazivali Ouapichiouanon.